# David Taylor (działacz piłkarski)
David Taylor (ur. 14 marca 1954 w Forfarze, zm. 24 czerwca 2014 w Glasgow) – szkocki prawnik, trener i działacz piłkarski.

## Życiorys

### Wczesna kariera
Urodzony w Forfarze David Taylor został absolwentem High School of Dundee, potem ukończył prawo na Uniwersytecie Edynburskim. Uzyskał kwalifikacje solicitora (radcy prawnego) i pracował w zawodzie do 1985 roku. Potem po uzyskaniu tytułów MSc (magistra ekonomii i MBA rozpoczął pracę w Szkockiej Agencji Rozwoju, gdzie zajmował coraz wyższe stanowiska, aż wkrótce został mianowany pierwszym dyrektorem Scottish Trade International, organu utworzonego w celu promowania szkockiego biznesu za granicą.

### Praca w piłce nożnej
David Taylor od najmłodszych lat był kibicem piłki nożnej (był członkiem Scotland Supporters Club). Grał także amatorsko i półprofesjonalnie w piłkę nożną (zdobył Puchar Amatorów Zachodniej Szkocji na Hampden Park w Glasgow) oraz był dyplomowanym trenerem w SFA (Szkocki Związek Piłki Nożnej).
W 1999 roku został prezesem SFA (Szkockiego Związku Piłki Nożnej), którym był do 2007 roku. W 2001 rozpoczął kampanię wyborczą Szkocji i Irlandii na współgospodarzy mistrzostw Europy 2008, jednak 12 grudnia 2002 roku Komitet Wykonawczy UEFA wybrał Austrię i Szwajcarię.
Wkrótce rozpoczął pracę w UEFA, gdzie w latach 2002–2007 był członkiem Komisji Kontroli i Dyscypliny, a po przegłosowaniu 29 maja 2007 roku na Kongresie UEFA w Zurychu zastąpienia funkcji dyrektora wykonawczego funkcją sekretarza generalnego, zastąpił 1 czerwca 2007 roku Gianniego Infantino na tym stanowisku, na którym 1 października 2009 roku został przez niego zastąpiony, a Taylor zajmował stanowiska marketingowe: był dyrektorem generalnym UEFA Events SA, następnie doradcą ds. korporacyjnych, spraw godpodarczych organu europejskiego, a także prezesem zarządu UEFA Media Technologies SA, a w 2013 roku został członkiem zarządu TEAM, wieloletniego partnera marketingowego UEFA. Był również dyrektorem naczelnym SFA (Szkockiego Związku Piłki Nożnej).
Nadzorował również przygotowania oraz przebieg mistrzostw Europy 2012 w Polsce i na Ukrainie.

## Życie prywatne
David Taylor miał żonę Cathy oraz dwóch synów: Jamesa i Alana. W 2014 roku podczas wakacji w Turcji źle się poczuł, w wyniku czego trafił do szpitala. Potem wrócił do Glasgow, gdzie 24 czerwca 2014 roku zmarł (w 2011 roku miał zawał serca).